# Tomasz Kołodziej
Tomasz Kołodziej (ur. 9 lipca 1973 w Dębnie) – polski urzędnik państwowy, w latach 2009–2012 prezes Agencji Restrukturyzacji i Modernizacji Rolnictwa. Syn Ryszarda Kołodzieja.

## Życiorys
Jest magistrem ekonomii, absolwentem Uniwersytetu Szczecińskiego. W 1997 został zatrudniony w Powszechnym Banku Kredytowym. W latach 1998–2007 pracował w Funduszu Składkowym Ubezpieczenia Społecznego Rolników. W lipcu 2008 został zastępcą prezesa Agencji Restrukturyzacji i Modernizacji Rolnictwa, w listopadzie tego samego roku objął funkcję doradcy prezesa ARiMR oraz dyrektora Biura Nadzoru Właścicielskiego w Ciechu. 23 marca 2009 został prezesem Agencji Restrukturyzacji i Modernizacji Rolnictwa. 20 września 2012 został odwołany.